# Ungesättigte Verbindungen
| Ungesättigte Verbindungen | Ungesättigte Verbindungen |
| ------------------------- | ------------------------- |
| Ethen                     | Ethin                     |
| α-Linolensäure            |                           |

Beispiel für ein Triglycerid (Triacylglycerin) in Fetten und Ölen. Der blau markierte Fettsäurerest ist gesättigt, der grün markierte ist einfach, der rot markierte dreifach ungesättigt. Die C=C-Doppelbindungen sind alle cis-konfiguriert. Im Zentrum ist schwarz das dreifach acylierte Glycerin erkennbar. Öle enthalten einen höheren Anteil an essentiellen Fettsäureresten (d. h. ungesättigte Fettsäurereste) als Fette.

Als Ungesättigte Verbindungen bezeichnet man organisch-chemische Verbindungen, deren Molekülstruktur eine oder mehrere Kohlenstoff-Kohlenstoff-Doppel- oder Dreifachbindungen enthält. Diese können auch konjugiert sein. Beispiel sind die ungesättigten Fettsäuren oder ungesättigte Kohlenwasserstoffe (Alkene und Alkine). Sehr viele Naturstoffe sind ungesättigte Verbindungen. Dagegen sind gesättigte Verbindungen solche organisch-chemischen Verbindungen, in denen alle Bindungen zwischen Kohlenstoffatomen C-C-Einfachbindungen sind.

## Geschichte und Eigenschaften
Die Bezeichnung ungesättigte Verbindungen, ursprünglich ungesättigte Kohlenwasserstoffe, leitet sich von deren Fähigkeit ab, typische Additionsreaktionen auszuführen, welche bei den gesättigten Verbindungen, wie Alkanen, nicht möglich sind:
Hier unterscheiden sich auch die nur formal ungesättigten Aromaten von den sonstigen ungesättigten Verbindungen: Durch die hohe Stabilität des aromatischen Systems führen diese die typischen Additionsreaktionen nicht oder nur unter extremen Bedingungen wie hoher Temperatur oder hohem Druck aus. Stattdessen werden Substitutionsreaktionen bevorzugt.
Der Grad der Ungesättigtheit ist definiert als die Summe der Zahl von Ringen und π-Bindungen im Molekül.

## Eigenschaften
Ungesättigte Verbindungen sind allgemein reaktionsfreudiger als gesättigte Verbindungen. Triglyceride (Rapsöl, Leinöl, Olivenöl etc.) mit einem hohen Anteil an ungesättigten Fettsäureresten werden schneller ranzig als solche mit einem hohen Anteil gesättigter Fettsäurereste, z. B. im Kokosfett.
Darüber hinaus ist der Schmelzpunkt wesentlich geringer als bei Fetten mit überwiegend gesättigten Fettsäuren, weshalb sie bei Raumtemperatur meistens flüssig sind und daher auch als fette Öle bezeichnet werden.

## Beispiele ungesättigter Kohlenwasserstoffe
- Alkene, Polyene, Terpene
- Alkine
- Nur formal ungesättigt: Aromaten wie Benzol, Naphthalin

## Beispiele ungesättigterAlkohole,Aldehyde,Ketone,CarbonsäurenundEster
- Ascorbinsäure, Acetylformoin, Bombykol, Retinol
- Citronellal, Crotonaldehyd, E160e, Furfural, Retinal, Safranal
- Abscisinsäure, Anthron, Cyclohexenon
- ungesättigte Fettsäuren
- viele Fette